# Susanne Julien
Pour les articles homonymes, voir Julien.
Susanne Julien (1954-) est une écrivaine et une éducatrice québécoise née à Laval-des-Rapides.

## Biographie
Auteure en littérature pour enfants, elle a étudié en éducation à l'UQAM. Elle a travaillé avec les déficients intellectuels et a fait de l'animation dans une école privée. Elle écrit dans le fantastique et le réel. Susanne Julien écrit pour tous les âges : enfants, adolescents et adultes. Elle a écrit une cinquantaine de livres. Elle a remporté deux prix : le Prix de littérature-enfance Raymond Beauchemin de l'ACELF, pour Les mémoires d'une sorcière, en 1987, et le prix Cécile-Rouleau de l'ACELF pour Enfants de la Rébellion en 1988.

## Œuvres
- 1988 : Les Mémoires d'une sorcière, Éditions Héritage inc.  (ISBN 2762544661)
- 1988 : Les Sandales d'Ali-Boulouf, Éditions Héritage inc.  (ISBN 2762540194)
- 1989 : Enfants de la Rébellion, Éditions Pierre Tisseyre   (ISBN 2890513564)
- 1990 : Moulik et le voilier des sables, Éditions Pierre Tisseyre   (ISBN 2762540259)
- 1990 : Le Moulin hanté, Éditions Pierre Tisseyre  (ISBN 2890513920)
- 1990 : Le Pion magique, Éditions Héritage inc.  (ISBN 2762570115 et 2762544947)
- 1990 : Le Temple englouti, Éditions Pierre Tisseyre  (ISBN 2890513882)
- 1991 : Gudrid, la voyageuse, Éditions Pierre Tisseyre  (ISBN 2890514323)
- 1991 : Sorcière en vacances, Iberville : Coïncidence/jeunesse (ISBN 289397029X)
- 1991 : L'Envers de la vie, Éditions Pierre Tisseyre  (ISBN 2890514684)
- 1991 : Sorcière en vacances, Iberville : Coïncidence/jeunesse  (ISBN 289397029X)
- 1991 : Le cœur à l'envers, Éditions Pierre Tisseyre   (ISBN 2890514684)
- 1991 : J'ai peur d'avoir peur, Éditions Héritage inc.  (ISBN 2762570166)
- 1991 : Le Fantôme du tatami, Éditions Pierre Tisseyre  (ISBN 2890514315)
- 1991 : Enfants de la Rébellion, Éditions Pierre Tisseyre  (ISBN 2890514587)
- 1992 : Tête brûlée, Iberville : Coïncidence/jeunesse  (ISBN 2-89397-044-3)
- 1992 : Le premier camelot, Iberville : Coïncidence/jeunesse (ISBN 2-89397-050-8)
- 1993 : Gare à la contrebande !, Iberville : Coïncidence/jeunesse,  (ISBN 2-89397-068-0)
- 1993 : Le retour du loup-garou, Iberville : Coïncidence/jeunesse,  (ISBN 2-89051-526-5)
- 1993 : Les sandales d'Ali-Boulouf, Éditions Héritage,  (ISBN 2-7625-4043-7)
- 1993 : Esclave à vendrel'histoire en ligne, Éditions Pierre Tisseyre  (ISBN 2-89397-077-X)
- 1993 : Meurtre à distance, Éditions Pierre Tisseyre  (ISBN 2-89051-503-6)
- 1993 : La vie au Max, Éditions Pierre Tisseyre  (ISBN 2-89051-506-0)
- 1994 : Une fée au chômage, Iberville : Coïncidence/jeunesse  (ISBN 2-89397-083-4)
- 1994 : C'est permis de rêver, Éditions Pierre Tisseyre  (ISBN 2-89051-540-0)
- 1994 : À la merci des Iroquois l'histoire en ligne, Iberville : Coïncidence/jeunesse,  (ISBN 2-89397-089-3)
- 1994 : La pinte de lait, Iberville : Coïncidence/jeunesse,  (ISBN 2-89397-085-0)
- 1994 : Moulik et le voilier des sables, Éditions Pierre Tisseyre  (ISBN 2-7625-4048-8)
- 1995 : Les rendez-vous manqués, Éditions Pierre Tisseyre  (ISBN 2-89051-589-3)
- 1995 : Mortellement vôtre, Édition du Club Québec loisirs  (ISBN 2-89430-175-8)
- 1996 : Une voix troublante, Éditions Pierre Tisseyre   (ISBN 2-89051-615-6)
- 1997 : Œil pour œil, Éditions Pierre Tisseyre   (ISBN 2-89051-628-8)
- 1997 : Mes parents sont des monstres extrait en ligne, Éditions Pierre Tisseyre   (ISBN 2-89051-619-9)
- 1997 : Vent de panique, Éditions Pierre Tisseyre   (ISBN 2-89051-669-5)
- 1997 : Des mots et des poussières, Éditions Pierre Tisseyre   (ISBN 2-89051-644-X)
- 1998 : Grand-père est un ogre l'histoire en ligne, Éditions Pierre Tisseyre  (ISBN 2-89051-703-9)
- 1999 : Auberge du fantôme bavard l'histoire en ligne, Éditions Hurtubise HMH   (ISBN 2-89428-303-2)
- 1999 : Ma prison de chair l'histoire en ligne, Éditions Pierre Tisseyre   (ISBN 2-89051-741-1)
- 2000 : Grand-mère est une sorcière, Éditions Pierre Tisseyre   (ISBN 2-89051-758-6)
- 2001 : Le secret de Snorri, le viking, Éditions Pierre Tisseyre (ISBN 2-89051-802-7)
- 2001 : Rude journée pour Robin, Éditions Pierre Tisseyre  (ISBN 2-89051-782-9)
- 2002 : Robin et la vallée perdue l'histoire en ligne, Éditions Pierre Tisseyre  (ISBN 2-89051-824-8)
- 2002 : Mes cousins sont des lutins l'histoire en ligne, Éditions Pierre Tisseyre  (ISBN 2890518191)
- 2007 : Lori-Lune et l'ordre des Dragons, Éditions Pierre Tisseyre   (ISBN 978-2-89633-052-2)
- 2007 : Lori-Lune et le secret de polichinelle, Éditions Pierre Tisseyre   (ISBN 978-2-89633-051-5)
- 2007 : Lori-Lune et la course des Voltrons   , Éditions Pierre Tisseyre   (ISBN 978-2-89633-053-9)
- 2009 : Lori-Lune et la révolte des Kouzos, Éditions Pierre Tisseyre   (ISBN 978-2-89633-074-4)

## Honneurs
- Prix de littérature-enfance Raymond-Beauchemin, 1987
- Prix Cécile-Rouleau, 1988